# تریو تامانی
تریو تامانی (انگلیسی: Terio Tamani؛ زادهٔ ۶ ژوئیهٔ ۱۹۹۴) بازیکن راگبی ۷ نفره اهل فیجی است.
وی در مسابقات کشوری و بین‌المللی در مجموع برندهٔ ۱ مدال نقره شده است.